# الدوري السويدي الدرجة الثانية 1975
الدوري السويدي الدرجة الثانية 1975 (بالسويدية: Division II i fotboll 1975)‏ هو موسم من الدوري السويدي الدرجة الثانية. فاز فيه IFK Sundsvall ‏.